# Unione Sportiva Brembillese 1983-1984
Questa pagina raccoglie le informazioni riguardanti l'Unione Sportiva Brembillese nelle competizioni ufficiali della stagione 1983-1984.

## Rosa
| N. |                   | Ruolo | Calciatore             |
| -- | ----------------- | ----- | ---------------------- |
|    | Italia (bandiera) | D     | Walter Albani          |
|    | Italia (bandiera) | C     | Stefano Brida          |
|    | Italia (bandiera) | A     | Giovanni Carlo Ferrari |
|    | Italia (bandiera) | D     | Paolo Fracassetti      |
|    | Italia (bandiera) | A     | Carlos Garofalo        |
|    | Italia (bandiera) | C     | Pierluigi Grigis (II)  |
|    | Italia (bandiera) | C     | Luciano Locatelli      |
|    | Italia (bandiera) | A     | Franco Madaschi        |
|    | Italia (bandiera) | C     | Giulio Marchetti       |

| N. |                   | Ruolo | Calciatore           |
| -- | ----------------- | ----- | -------------------- |
|    | Italia (bandiera) | P     | Vincenzo Messi       |
|    | Italia (bandiera) | D     | Fabrizio Morlacchi   |
|    | Italia (bandiera) | D     | Roberto Radici       |
|    | Italia (bandiera) | C     | Maurizio Regonesi    |
|    | Italia (bandiera) | C     | Pierluigi Santirana  |
|    | Italia (bandiera) | P     | Maurizio Scarpellini |
|    | Italia (bandiera) | A     | Giuseppe Ubiali      |
|    | Italia (bandiera) | C     | Ivo Vanotti          |
|    | Italia (bandiera) | A     | Raffaele Vitali      |